# Owal Cassiniego

Owale Cassiniego dla: a = 0,6c; a = 0,8c; a = c; a = 1,2c; a = 1,4c; a = 1,6c.

Owal Cassiniego – krzywa płaska będąca zbiorem punktów, dla których iloczyn odległości od dwóch ustalonych punktów (zwanych ogniskami) oddalonych o {\displaystyle 2c} jest stały i równy {\displaystyle a^{2}.} Została opisana przez Giovanniego Cassiniego.
W szczególności:
- dla {\displaystyle a<c} owal składa się z dwóch zamkniętych krzywych;
- dla {\displaystyle a=c} owal jest lemniskatą Bernoulliego;
- dla {\displaystyle a>c} owal jest jedną zamkniętą krzywą bez samoprzecięć, przy czym:
  - dla {\displaystyle c<a<{\sqrt {2}}c} owal ma przewężenie i tym samym ma cztery punkty przegięcia, jest nazywany kassinoidą;
  - dla {\displaystyle a={\sqrt {2}}c} owal ma krzywiznę równą {\displaystyle 0} w punktach równo oddalonych od ognisk;
  - dla {\displaystyle a>{\sqrt {2}}c} owal jest krzywą elipsopodobną, ograniczającą na płaszczyźnie obszar wypukły.

Równania owalu Cassiniego:
- we współrzędnych kartezjańskich[1]:

{\displaystyle (x^{2}+y^{2})^{2}=2c^{2}(x^{2}-y^{2})+a^{4}-c^{4}}
- we współrzędnych biegunowych[potrzebny przypis]:

{\displaystyle r^{2}=a^{2}\cos 2\varphi \pm {\sqrt {a^{4}\cos ^{2}{2\varphi }-(a^{4}-c^{4})}}}